# Luiza Złotkowska
Luiza Złotkowska (Varsavia, 25 maggio 1986) è una pattinatrice di velocità su ghiaccio polacca.

## Palmarès

### Olimpiadi
- 2 medaglie:
  - 1 argento (inseguimento a squadre a Soči 2014);
  - 1 bronzo (inseguimento a squadre a Vancouver 2010).

### Campionati mondiali su distanza singola
- 2 medaglie:
  - 1 argento (inseguimento a squadre a Soči 2013);
  - 1 bronzo (inseguimento a squadre a Heerenveen 2012).

### Universiadi
- 3 medaglie:
  - 3 bronzi (3000 m, 5000 m, inseguimento a squadre a Harbin 2009).

### Coppa del Mondo
- 7 podi (tutti nell'inseguimento a squadre):
  - 2 secondi posti;
  - 5 terzi posti.